# تيم دورسي
تيم دورسي (بالإنجليزية: Tim Dorsey)‏ (25 يناير 1961، إنديانا في الولايات المتحدة)؛ روائي أمريكي.